# مجموعه تپه‌های خان کش
مجموعه تپه‌های خان کش مربوط به دوران‌های تاریخی پس از اسلام است و در شهرستان شیراز، روستای هلال آباد واقع شده و این اثر در تاریخ ۸ مرداد ۱۳۸۱ با شمارهٔ ثبت ۶۰۳۲ به‌عنوان یکی از آثار ملی ایران به ثبت رسیده است.